# Guillermo Cañas
Guillermo Ignacio Cañas (* 25. November 1977 in Buenos Aires) ist ein argentinischer Tennistrainer und ehemaliger Tennisspieler. Der Rechtshänder war ab 1995 Profi und gewann sieben ATP-Einzeltitel, darunter 2004 den Mercedes Cup am Stuttgarter Weißenhof. Im Doppel war er zweimal erfolgreich. Seine beste Platzierung in der Einzel-Weltrangliste war Platz acht am 6. Juni 2005.

## Karriere

### Erfolge bis zur Dopingsperre (1995–2005)
Seine Karriere begann alles andere als vielversprechend. Viele Erstrundenniederlagen bei kleinen Turnieren gegen  weniger bekannte Gegner stellten sein Potential in Frage. Im Dezember 1996 konnte er seinen ersten Challenger-Turniersieg in Santiago de Chile verbuchen. Im Finale besiegte er seinen Landsmann Franco Squillari 7:6, 6:1 und beendete das Jahr auf Platz 226 im alten ATP-Ranking. Die folgenden zwei Jahre spielte er hauptsächlich bei Challenger-Turnieren, um Punkte zu sammeln. Durch seine Teilerfolge pendelte er sich unter den Top 100 der Rangliste ein, was ihm die Teilnahme an Grand-Slam-Turnieren ermöglichte, wo er jedoch oft in der ersten Runde ausschied. Im April 2001 gewann er sein erstes ATP-Turnier in Casablanca. Im Finale besiegte er den aufstrebenden Tommy Robredo mit 7:5, 6:2. Ein weiteres Highlight dieser Saison war der Einzug ins Achtelfinale bei den Grand-Slam-Turnieren in Roland Garros und in Wimbledon. Außerdem erreichte er dreimal ein Finale (in ’s-Hertogenbosch auf Rasen, in Stuttgart und Wien auf Hartplatz) und beendete das Jahr auf Platz 17 des Rankings.
In den folgenden Jahren kamen weitere sechs Einzel-Titel hinzu. Im August 2005 wurde er von der Spielergewerkschaft ATP wegen Dopings rückwirkend zum 11. Juni 2005 für zwei Jahre gesperrt. Man konnte ihn anhand der übermäßigen Einnahme wasserabführender Mittel überführen, die in der Regel zur Verhinderung des Nachweises von Anabolika eingenommen werden. Er war bereits der vierte Tennisspieler seines Landes, der des Missbrauchs von Medikamenten überführt wurde. Zuvor waren Guillermo Coria, Mariano Puerta und Juan Ignacio Chela auffällig geworden. Die Sperre des Argentiniers, die ursprünglich am 11. Juni 2007 enden sollte, wurde dann verkürzt. Cañas, der 2005 das Viertelfinale der French Open erreichte, musste aber 276.070 US-Dollar Preisgeld zurückzahlen. Zudem wurden ihm die Weltranglistenpunkte, die er in der fraglichen Zeit errungen hatte, wieder abgezogen.

### Das Comeback nach der Dopingsperre (2006–2007)
Nach Ablauf seiner Dopingsperre gewann Cañas im September 2006 das Challenger-Turnier in Belém und schlug unter anderem die Nummer 94 der Welt, Marcos Daniel aus Brasilien, mit 6:0 und 6:2. Das Jahr 2007 begann für Cañas mit einem weiteren Turniersieg beim Challenger in São Paulo gegen Diego Hartfield, der ihm neben 14.400 Dollar Preisgeld auch 80 Punkte für das ATP-Ranking einbrachte. Dazu kam eine erneute Nominierung für das argentinische Davis-Cup-Team, das die österreichische Auswahl 4:1 in Linz besiegte – Cañas gewann seine beiden Einzel. Mit den Siegen über Jürgen Melzer (7:66, 6:2, 6:4) und Alexander Peya (4:6, 6:1, 6:4) hatte er großen Anteil am Aufstieg ins Viertelfinale, das gegen Schweden 1:4 verloren ging. Im Februar gewann er dann erstmals wieder ein ATP-Turnier – in Costa do Sauipe in Brasilien – mit 7:64 und 6:2 im Finale über Juan Carlos Ferrero. Dieser Erfolg brachte ihn in der Weltrangliste weit nach vorne, sodass er es sich fortan leisten konnte, ATP-Turniere zu spielen und auf Challenger-Turniere zu verzichten.
Am 11. März 2007 besiegte Cañas beim Masters-Turnier in Indian Wells überraschend den Weltranglistenersten Roger Federer mit 7:5, 6:2, schied aber im folgenden Spiel gegen Carlos Moyá mit 4:6, 4:6 aus. Am 27. März gelang ihm ein weiterer Sieg über Roger Federer, diesmal beim Masters-Turnier in Miami mit 7:6(2), 2:6 und 7:6(5). Mit weiteren Erfolgen über Tommy Robredo (7:6 und 6:1) und Ivan Ljubičić (7:5 und 6:2) zog Cañas als Qualifikant ins Finale des Turniers ein, welches er gegen Novak Đoković mit 3:6, 2:6 und 4:6 verlor. Ende April erreichte Cañas das Finale von Barcelona, in dem er Rafael Nadal mit 3:6 und 4:6 unterlag. Bei den French Open erreichte Cañas das Viertelfinale, wo er gegen Nikolai Dawydenko mit 5:7, 4:6, 4:6 ausschied. In Wimbledon scheiterte er in Runde drei an Lleyton Hewitt.
Seinen letzten Erfolg konnte er im November 2008 im Doppel an der Seite von Dmitri Tursunow feiern.

## Tennisakademie
Nach Beendigung seiner aktiven Karriere als Profispieler betreibt Cañas eine Tennisakademie in Miami, Florida.

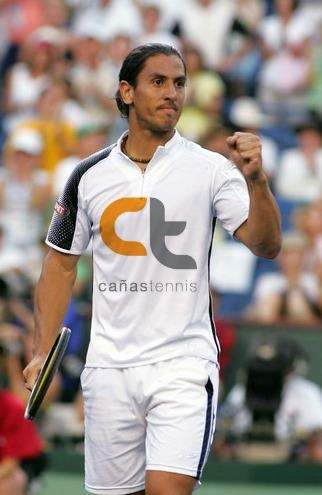
Guillermo Cañas 2012

## Turniersiege
| Legende (Anzahl der Siege)                           |
| Grand Slam                                           |
| Tennis Masters Cup                                   |
| ATP Masters Series ATP World Tour Masters 1000 (1)   |
| ATP International Series Gold ATP World Tour 500 (2) |
| ATP International Series ATP World Tour 250 (6)      |
| ATP Challenger Tour (16)                             |

| Titel nach Belag |
| Hartplatz (4)    |
| Sand (5)         |
| Rasen (0)        |
| Teppich (0)      |

### Einzel

#### Turniersiege

##### ATP World Tour
| Nr. | Datum            | Turnier         | Belag     | Finalgegner         | Ergebnis                |
| --- | ---------------- | --------------- | --------- | ------------------- | ----------------------- |
| 1.  | 15. April 2001   | Casablanca      | Sand      | Tommy Robredo       | 7:5, 6:2                |
| 2.  | 6. Januar 2002   | Chennai         | Hartplatz | Paradorn Srichaphan | 6:4, 7:62               |
| 3.  | 4. August 2002   | Toronto         | Hartplatz | Andy Roddick        | 6:4, 7:5                |
| 4.  | 18. Juli 2004    | Stuttgart       | Sand      | Gastón Gaudio       | 5:7, 6:2, 6:0, 1:6, 6:3 |
| 5.  | 25. Juli 2004    | Umag            | Sand      | Filippo Volandri    | 7:5, 6:3                |
| 6.  | 3. Oktober 2004  | Shanghai        | Hartplatz | Lars Burgsmüller    | 6:1, 6:0                |
| 7.  | 18. Februar 2007 | Costa do Sauípe | Sand      | Juan Carlos Ferrero | 7:64, 6:2               |

##### ATP Challenger Tour
| Nr. | Datum              | Turnier                   | Belag     | Finalgegner              | Ergebnis       |
| --- | ------------------ | ------------------------- | --------- | ------------------------ | -------------- |
| 1.  | 8. Dezember 1996   | Santiago de Chile III (1) | Sand      | Franco Squillari         | 7:6, 6:1       |
| 2.  | 7. September 1997  | Santa Cruz                | Sand      | Márcio Carlsson          | 6:2, 4:6, 6:2  |
| 3.  | 5. Oktober 1997    | Santiago de Chile III (2) | Sand      | Dennis van Scheppingen   | 4:6, 7:5, 6:3  |
| 4.  | 26. April 1998     | Espinho                   | Sand      | Mariano Puerta           | 6:1, 2:6, 6:2  |
| 5.  | 20. September 1998 | Florianópolis II          | Sand      | Márcio Carlsson          | 6:2, 7:5       |
| 6.  | 4. Januar 2004     | Nouméa                    | Hartplatz | Todd Reid                | 6:4, 6:3       |
| 7.  | 16. September 2006 | Belém                     | Sand      | Carlos Berlocq           | 4:6, 6:2, 7:68 |
| 8.  | 29. Oktober 2006   | Montevideo                | Sand      | Nicolás Lapentti         | 2:6, 6:3, 7:63 |
| 9.  | 12. November 2006  | Buenos Aires III          | Sand      | Martín Vassallo Argüello | 6:3, 6:4       |
| 10. | 18. November 2006  | Asunción                  | Sand      | Flávio Saretta           | 6:4, 6:1       |
| 11. | 7. Januar 2007     | São Paulo                 | Hartplatz | Diego Hartfield          | 6:3, 6:4       |

#### Finalteilnahmen
| Nr. | Datum            | Turnier          | Belag         | Finalgegner       | Ergebnis                |
| --- | ---------------- | ---------------- | ------------- | ----------------- | ----------------------- |
| 1.  | 25. April 1999   | Orlando          | Sand          | Magnus Norman     | 0:6, 3:6                |
| 2.  | 24. Juni 2001    | ’s-Hertogenbosch | Rasen         | Lleyton Hewitt    | 3:6, 4:6                |
| 3.  | 22. Juli 2001    | Stuttgart        | Sand          | Gustavo Kuerten   | 3:6, 2:6, 4:6           |
| 4.  | 14. Oktober 2001 | Wien             | Hartplatz (i) | Tommy Haas        | 2:6, 6:76, 4:6          |
| 5.  | 14. April 2002   | Casablanca       | Sand          | Younes El Aynaoui | 6:3, 3:6, 2:6           |
| 6.  | 21. Juli 2002    | Stuttgart        | Sand          | Michail Juschny   | 3:6, 6:3, 6:3, 4:6, 4:6 |
| 7.  | 17. Oktober 2004 | Wien             | Hartplatz (i) | Feliciano López   | 4:6, 6:1, 5:7, 6:3, 5:7 |
| 8.  | 1. April 2007    | Miami            | Hartplatz     | Novak Đoković     | 3:6, 2:6, 4:6           |
| 9.  | 29. April 2007   | Barcelona        | Sand          | Rafael Nadal      | 3:6, 4:6                |

### Doppel

#### Turniersiege

##### ATP World Tour
| Nr. | Datum           | Turnier   | Belag     | Partner          | Finalgegner                    | Ergebnis       |
| --- | --------------- | --------- | --------- | ---------------- | ------------------------------ | -------------- |
| 1.  | 29. August 1999 | Boston    | Hartplatz | Martín García    | Marius Barnard T. J. Middleton | 5:7, 7:62, 6:3 |
| 2.  | 28. Juli 2001   | Stuttgart | Sand      | Rainer Schüttler | Michael Hill Jeff Tarango      | 4:6, 7:6, 6:4  |

##### ATP Challenger Tour
| Nr. | Datum             | Turnier         | Belag         | Partner         | Finalgegner                     | Ergebnis      |
| --- | ----------------- | --------------- | ------------- | --------------- | ------------------------------- | ------------- |
| 1.  | 22. November 1998 | Buenos Aires IV | Sand          | Martín García   | Alberto Martín Salvador Navarro | 6:7, 6:1, 6:4 |
| 2.  | 4. April 1999     | Barletta        | Sand          | Javier Sánchez  | Gastón Gaudio Hernán Gumy       | 4:6, 6:2, 6:2 |
| 3.  | 21. November 1999 | Buenos Aires IV | Sand          | Martín García   | Paul Rosner Dušan Vemić         | 6:4, 6:4      |
| 4.  | 10. Dezember 2000 | San José        | Hartplatz     | Adrián García   | Devin Bowen Brandon Coupe       | 7:65, 6:1     |
| 5.  | 16. November 2008 | Dnipro          | Hartplatz (i) | Dmitri Tursunow | Łukasz Kubot Oliver Marach      | 6:3, 7:65     |